# Leymus racemosus
Leymus racemosus är en gräsart som först beskrevs av Jean-Baptiste de Lamarck, och fick sitt nu gällande namn av Nikolai Nikolaievich Tzvelev. Leymus racemosus ingår i släktet strandrågssläktet, och familjen gräs. Inga underarter finns listade i Catalogue of Life.

## Bildgalleri

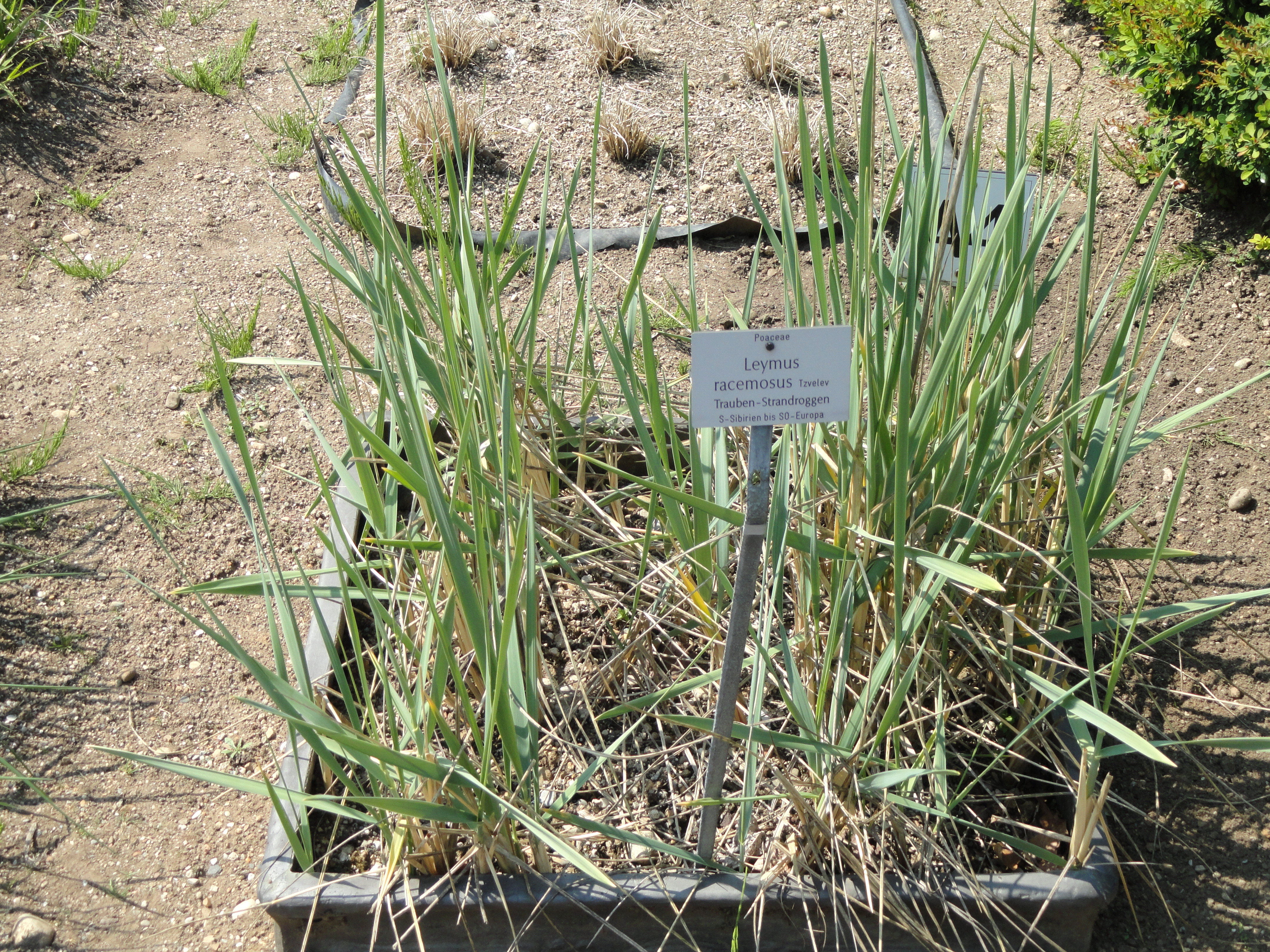